# Campionato Internazionale 1920-1921
La stagione 1920-1921 è stato l'undicesimo Campionato Internazionale, e ha visto campione l'Hockey Club Rosey-Gstaad.

## Semifinali
| Gstaad 5/6 febbraio 1921 | Rosey-Gstaad | 6 – 1 referto | St. Moritz |  |

| Gstaad 5/6 febbraio 1921 | Bellerive Vevey | 3 – 1 referto | Château-d'Œx |  |

## Finale
| Gstaad 5/6 febbraio 1921 | Rosey-Gstaad | 8 – 1 referto | Bellerive Vevey |  |

## Verdetti
| Campionato Internazionale 1920-1921 | Campionato Internazionale 1920-1921 |
| ----------------------------------- | ----------------------------------- |
| Campionato Internazionale           | Rosey-Gstaad                        |